# Malouetia
Genre
Classification APG III (2009)
Malouetia est un genre de plantes vivaces tropicales ou subtropicales de la famille des Apocynaceae, originaires d'Amérique du Sud et d'Afrique.
Certaines espèces contiennent des alcaloïdes très toxiques.
Le nom de ce genre rend hommage à Pierre-Victor Malouët (1740-1814), planteur de sucre de Saint-Domingue, ordonnateur de Guyane entre 1776 et 1778, et homme politique français pendant la période de la Révolution.

## Espèces
Le genre comprend notamment :
- Malouetia amazonica M.E.Endress
- Malouetia amplexicaulis Spruce ex Müll.Arg.
- Malouetia aquatica Marcgr.
- Malouetia arborea (Vell.) Miers
- Malouetia barbata J.Ploeg
- Malouetia bequaertiana Woodson
- Malouetia bubalina M.E.Endress
- Malouetia calva Marcgr.
- Malouetia cuatrecasatis Woodson
- Malouetia cubana A.DC.
- Malouetia duckei Marcgr.
- Malouetia flavescens (Willd. ex Roem. & Schult.) Müll.Arg.
- Malouetia gentryi M.E.Endress
- Malouetia glandulifera Miers
- Malouetia gracilis (Benth.) A.DC.
- Malouetia gracillima Woodson
- Malouetia grandiflora Woodson
- Malouetia guatemalensis (Müll.Arg.) Standl.
- Malouetia heudelotii A.DC.
- Malouetia isthmica Marcgr. ex A.H.Gentry
- Malouetia killipii Woodson
- Malouetia lata Marcgr.
- Malouetia mildbraedii (Gilg & Stapf) J.Ploeg
- Malouetia molongo M.E.Endress
- Malouetia naias M.E.Endress
- Malouetia nitida Spruce ex Müll.Arg.
- Malouetia parvifolia Woodson
- Malouetia pubescens Marcgr.
- Malouetia pumila M.E.Endress
- Malouetia quadricasarum Woodson
- Malouetia sessilis (Vell.) Müll.Arg.
- Malouetia tamaquarina (Aubl.) A.DC.
- Malouetia virescens Spruce ex Müll.Arg.

## Utilisations
Malouetia tamaquarina, Malouetia flavescens et Malouetia schomburgkii sont utilisés comme additifs dans certaines recettes de la boisson hallucinogène Ayahuasca.
Malouetia tamaquarina est aussi utilisé comme poison de pêche en Amazonie du Pérou à la Colombie.

## Liste d'espèces
Selon World Flora Online (WFO) (01 janvier 2022) :
- Malouetia amazonica M.E.Endress
- Malouetia amplexicaulis Spruce ex Müll.Arg.
- Malouetia aquatica Markgr.
- Malouetia arborea (Vell.) Miers
- Malouetia barbata J.Ploeg
- Malouetia bequaertiana Woodson
- Malouetia bubalina M.E.Endress
- Malouetia calva Markgr.
- Malouetia cuatrecasatis Woodson
- Malouetia cubana A.DC.
- Malouetia duckei Markgr.
- Malouetia flavescens (Willd. ex Roem. & Schult.) Müll.Arg.
- Malouetia gentryi M.E.Endress
- Malouetia glandulifera Miers
- Malouetia gracilis (Benth.) A.DC.
- Malouetia gracillima Woodson
- Malouetia grandiflora Woodson
- Malouetia guatemalensis (Müll.Arg.) Standl.
- Malouetia heudelotii A.DC.
- Malouetia isthmica Markgr. ex A.H.Gentry
- Malouetia killipii Woodson
- Malouetia lata Markgr.
- Malouetia mildbraedii (Gilg & Stapf) J.Ploeg
- Malouetia molongo M.E.Endress
- Malouetia naias M.E.Endress
- Malouetia nitida Spruce ex Müll.Arg.
- Malouetia parvifolia Woodson
- Malouetia pubescens Markgr.
- Malouetia pumila M.E.Endress
- Malouetia quadricasarum Woodson
- Malouetia sessilis (Vell.) Müll.Arg.
- Malouetia tamaquarina (Aubl.) A.DC.
- Malouetia virescens Spruce ex Müll.Arg.

Selon World Checklist of Selected Plant Families (WCSP) (26 mai 2013) :
- Malouetia amazonica M.E.Endress (2004)
- Malouetia amplexicaulis Spruce ex Müll.Arg. (1860)
- Malouetia aquatica Markgr. (1980)
- Malouetia arborea (Vell.) Miers (1878)
- Malouetia barbata J.Ploeg (1984)
- Malouetia bequaertiana Woodson (1936)
- Malouetia bubalina M.E.Endress (1989)
- Malouetia calva Markgr. (1983)
- Malouetia cuatrecasatis Woodson (1941)
- Malouetia duckei Markgr. (1926)
- Malouetia flavescens (Willd. ex Roem. & Schult.) Müll.Arg. (1860)
- Malouetia gentryi M.E.Endress (2004)
- Malouetia glandulifera Miers (1878)
- Malouetia gracilis (Benth.) A.DC. (1844)
- Malouetia gracillima Woodson (1935)
- Malouetia grandiflora Woodson (1949)
- Malouetia guatemalensis (Müll.Arg.) Standl. (1925)
- Malouetia heudelotii A.DC. (1844)
- Malouetia killipii Woodson (1931)
- Malouetia lata Markgr. (1930)
- Malouetia mildbraedii (Gilg & Stapf) J.Ploeg (1984)
- Malouetia molongo M.E.Endress (1989)
- Malouetia naias M.E.Endress (1989)
- Malouetia nitida Spruce ex Müll.Arg. (1860)
- Malouetia parvifolia Woodson (1949)
- Malouetia pubescens Markgr. (1924)
  - variété Malouetia pubescens var. glabra M.E.Endress (1989)
  - variété Malouetia pubescens var. pubescens
- Malouetia pumila M.E.Endress (2004)
- Malouetia quadricasarum Woodson (1948)
- Malouetia sessilis (Vell.) Müll.Arg. (1860)
- Malouetia tamaquarina (Aubl.) A.DC. (1844)
  - variété Malouetia tamaquarina var. peruviana (Woodson) ined..
  - variété Malouetia tamaquarina var. tamaquarina
- Malouetia virescens Spruce ex Müll.Arg. (1860)

Selon NCBI (26 mai 2013) :
- Malouetia bequaertiana
- Malouetia tamaquarina

Selon Tropicos (26 mai 2013) (Attention liste brute contenant possiblement des synonymes) :
- Malouetia africana K. Schum.
- Malouetia albiflora Miq.
- Malouetia amazonica M.E. Endress
- Malouetia amplexicaulis Spruce ex Müll. Arg.
- Malouetia aquatica Markgr.
- Malouetia arborea (Vell.) Miers
- Malouetia asiatica Siebold & Zucc.
- Malouetia barbata J. Ploeg
- Malouetia bequaertiana Woodson
- Malouetia brachyloba Pichon
- Malouetia bubalina M. E. Endress
- Malouetia calva Markgr.
- Malouetia cestroides (Nees ex Mart.) Müll. Arg.
- Malouetia cuatrecasatis Woodson
- Malouetia cubana A. DC.
- Malouetia duckei Markgr.
- Malouetia flavescens (Willd. ex Roem. & Schult.) Müll. Arg.
- Malouetia furfuracea Spruce ex Müll. Arg.
- Malouetia gentryi M.E. Endress
- Malouetia glandulifera Miers
- Malouetia gracilis (Benth.) A. DC.
- Malouetia gracillima Woodson
- Malouetia grandiflora Woodson
- Malouetia guatemalensis (Müll. Arg.) Standl.
- Malouetia guianensis (Aubl.) Miers
- Malouetia heudelotii A. DC.
- Malouetia isthmica Markgr.
- Malouetia jasminoides (Kunth) A. DC.
- Malouetia killipii Woodson
- Malouetia lactiflua Miers
- Malouetia lanceolata Müll. Arg.
- Malouetia lata Markgr.
- Malouetia martii Müll. Arg.
- Malouetia mexiae Woodson
- Malouetia mildbraedii (Gilg & Stapf) Van der Ploeg
- Malouetia molongo M. E. Endress
- Malouetia naias M.E. Endress
- Malouetia nitida Spruce ex Müll. Arg.
- Malouetia obtusiloba A. DC.
- Malouetia odorata (Vahl) Miers
- Malouetia panamensis Van Heurck & Müll. Arg.
- Malouetia parvifolia Woodson
- Malouetia peruviana Woodson
- Malouetia puberula Klotzsch
- Malouetia pubescens Markgr.
- Malouetia pumila M.E. Endress
- Malouetia quadricasarum Woodson
- Malouetia retroflexa Müll. Arg.
- Malouetia riparia (Kunth) A. DC.
- Malouetia schomburgkiana Müll. Arg.
- Malouetia sessilis (Vell.) Müll. Arg.
- Malouetia tamaquarina (Aubl.) A. DC.
- Malouetia tetrastachya (Kunth) Miers
- Malouetia virescens Spruce ex Müll. Arg.